# Turnau
Turnau é um município da Áustria, situado no distrito de Bruck-Mürzzuschlag, no estado da Estíria. Tem 134,28 km² de área e sua população em 2019 foi estimada em 1.597 habitantes.